# Gastrodynerus vanduzeei
Gastrodynerus vanduzeei är en stekelart som beskrevs av Richard Mitchell Bohart 1948. Gastrodynerus vanduzeei ingår i släktet Gastrodynerus och familjen Eumenidae. Inga underarter finns listade i Catalogue of Life.